# Kabinet-Paula
Het kabinet-Paula was van 28 december 1993 tot 31 maart 1994 een interim-kabinet van de Nederlandse Antillen onder leiding van Jandi Paula. Het kabinet was de opvolger van het derde kabinet van premier Liberia-Peters, die ontslag nam na het referendum van 19 november 1993 over de staatkundige hervormingen. 

## Formatie
Gouverneur Saleh zocht de a-politieke Jandi Paula aan als informateur en later als formateur. Hij kreeg als opdracht de mogelijkheid te onderzoeken om een interim-kabinet te vormen gebaseerd op een meerderheid van de Staten van de Nederlandse Antillen en waarbij de belangen en betrokkenheid van alle vijf eilanden gewaarborgd blijft. Paula slaagde erin een regeerakkoord te tekenen met de partijen PNP, SI, UPB, het blok van de Bovenwindse partijen: SPA (Sint Maarten), WIPM (Saba) en DP (Sint Eustatius) en het onafhankelijke statenlid Winston Lourens. Hiermee kon het kabinet rekenen op de steun van 16 van de 22 statenleden. De herstructurering van de Nederlandse Antillen bleef het zwaartepunt van het regeerprogramma. 

## Samenstelling
Het kabinet-Paula bestond uit zes ministers en drie staatssecretarissen. Paula aanvaardde op verzoek van de PNP het premierschap. Uit het vorig kabinet bleven de minister van justitie, drie staatssecretarissen en de gevolmachtigd minister aan.
| Ministers/Ministerie                                                  | Ambtsbekleders   | Partij     | Termijn                          |
| --------------------------------------------------------------------- | ---------------- | ---------- | -------------------------------- |
| Minister-President en tevens Minister van Algemene Zaken              | Jandi Paula      | partijloos | 28 december 1993 - 31 maart 1994 |
| Minister van Justitie                                                 | Suzy Römer       | PNP        | 28 december 1993 - 31 maart 1994 |
| Minister van Arbeid, Sociale Zaken en Volksgezondheid                 | George Heuck     | SI         | 28 december 1993 - 31 maart 1994 |
| Minister van Financiën en Welvaartszorg                               | Faroe Metry      | PNP        | 28 december 1993 - 31 maart 1994 |
| Minister van Onderwijs, Cultuur en Ontwikkelingssamenwerking          | Rudolf Thomas    | UPB        | 28 december 1993 - 31 maart 1994 |
| Minister van Verkeer en Vervoer, tevens vicepremier                   | Leo Chance       | SPA        | 28 december 1993 - 31 maart 1994 |
| Staatssecretarissen/Ministerie/Portefeuille                           | Ambtsbekleders   | Partij     | Termijn                          |
| Staatssecretaris van Algemene Zaken belast met Saba en Sint Eustatius | Cyril Lopes      | DP         | 28 december 1993 - 31 maart 1994 |
| Staatssecretaris van Financiën belast met belastingzaken              | Islelly Pikerie  | PNP        | 28 december 1993 - 31 maart 1994 |
| Staatssecretaris van Algemene Zaken belast met personeelszaken        | Luciën Arrindell | WIPM       | 28 december 1993 - 31 maart 1994 |
| Gevolmachtigd minister                                                | Ambtsbekleders   | Partij     | Termijn                          |
| Gevolmachtigd minister in Den Haag                                    | Edsel Jesurun    | PNP        | 28 december 1993-30 maart 1994   |

Jonckheer I · 
Jonckheer II · 
Jonckheer III · 
Jonckheer IV · 
 Sprockel · 
Petronia ·
Isa-Beaujon · 
Evertsz · 
Rozendal ·
Pourier I ·
Martina I ·
Martina II ·
Martina III ·
Liberia-Peters I ·
Martina IV ·
Liberia-Peters II ·
Liberia-Peters III ·
Paula · 
Pourier II ·
Römer ·
Pourier III ·
Ys I ·
Godett ·
Ys II ·
de Jongh-Elhage I ·
de Jongh-Elhage II ·